# Chastach
Il Chastach (in russo Хастах?; chiamato anche: Tuora-Jurjach, Туора-Юрях; e Chalkan, Халкан) è un fiume della Russia siberiana orientale, tributario di sinistra della Indigirka. Scorre nell'ulus Ojmjakonskij nella Repubblica Autonoma della Jacuzia.

## Percorso
Nasce con il nome di Chalkan dalla sezione meridionale dei monti del Chalkan, scorrendo successivamente nell'altopiano di Ojmjakon, in un bacino ricco di laghi (circa 1 900, per una superficie complessiva di circa 145 km²); a valle della confluenza dell'affluente Burgačen (Бургачен) assume il nome di Chastach o Tuora-Jurjach. Oltre al Burgačen (lungo 82 km), un altro affluente di rilievo è il Labynkyr (107 km). Riceve poi il Chastach (58 km) e il Buor-Jurjach (132 km) e subito dopo si unisce al Taryn-Jurjach dando così origine all'Indigirka.
Il bacino ha un clima continentale freddo, con inverni lunghi e rigidi (circa otto mesi) ed estati brevi e fresche. Si trova in una zona di permafrost continuo. Il fiume è gelato, mediamente, dall'inizio di ottobre a fine maggio.